# Estación de San Bernardo (Metro de Madrid)
San Bernardo es una estación de las líneas 2 y 4 del Metro de Madrid situada bajo en el distrito de Chamberí bajo la glorieta de Ruiz Giménez, en la confluencia de las calles San Bernardo (de ahí su nombre), Alberto Aguilera y Carranza.

## Historia
Sus primeros andenes, los pertenecientes a la línea 2, fueron inaugurados el 21 de octubre de 1925. Los andenes de la otra línea, la 4, el 23 de marzo de 1944, veinte años más tarde. A diferencia de la mayoría de estaciones con varias líneas, donde la línea más antigua está más cerca de la superficie, aquí es más superficial la línea 4. A pesar de la diferencia de tiempo de la apertura de una a la de otra, ambas figuraban en el proyecto inicial de cuatro líneas para el Metro de Madrid.
El 1 de abril de 2017 se eliminó el horario especial de todos los vestíbulos que cerraban a las 21:40 y la inexistencia de personal en dichos vestíbulos.
Los andenes de la línea 4 permanecieron cerrados entre el 13 de enero y el 6 de marzo de 2020 por obras en la línea. El servicio en la línea 2 se prestó sin alteraciones.

## Accesos
Vestíbulo Alberto Aguilera
- Alberto Aguilera Gta. Ruiz Giménez, 2 (entre C/ San Bernardo y C/ Alberto Aguilera)

Vestíbulo Carranza
- Carranza Gta. Ruiz Giménez, 5 (esquina C/ Carranza)

## Líneas y conexiones

### Metro
| << cabecera | < estación | línea | estación > | cabecera >>        |
| ----------- | ---------- | ----- | ---------- | ------------------ |
| Las Rosas   | Noviciado  |       | Quevedo    | Cuatro Caminos     |
| Argüelles   | Argüelles  |       | Bilbao     | Pinar de Chamartín |

### Autobuses

Autobuses pasantes en el entorno de la estación

| Diurnos |                   |                                                   |
| Línea   | Destino           | Parada                                            |
| 21      | Bº El Salvador    | 1223 METRO SAN BERNARDO (C/ Alberto Aguilera, 1)  |
| C03     | Puerta de Toledo  | 1223 METRO SAN BERNARDO (C/ Alberto Aguilera, 1)  |
| 21      | Pº Pintor Rosales | 1224 METRO SAN BERNARDO (C/ Alberto Aguilera, 10) |
| C03     | Argüelles         | 1224 METRO SAN BERNARDO (C/ Alberto Aguilera, 10) |
| 147     | Barrio del Pilar  | 1771 METRO SAN BERNARDO (Gta. Ruiz Jiménez, 7)    |
| 3       | Puerta de Toledo  | 1772 METRO SAN BERNARDO (Gta. Ruiz Jiménez, 3)    |
| 147     | Callao            | 1772 METRO SAN BERNARDO (Gta. Ruiz Jiménez, 3)    |